# Pere de Santcliment
Pere de Santcliment (Lleida, 1367 – Lleida, 1403) è stato un vescovo cattolico spagnolo, appartenente alla nobile famiglia dei Santcliment. Fu eletto vescovo di Lleida il 7 maggio del 1399 e rimase in carica fino alla morte nel 1403 non arrivando però ad ottenere la consacrazione episcopale.

## Biografia

### Origini familiari
Pere nacque a Lleida, figlio di Francesc de Santcliment, signore d'Alcarràs - appartenente ad una delle maggiori e più influenti famiglie lleidetane nonché imparentato con la casa di Cardona, seconda per importanza dopo la famiglia reale d'Aragona - e fu studente dell'Università di Lleida.

### Carriera ecclesiastica
Pere tenne le cariche di canonico e prevosto del capitolo della cattedrale di Lleida e fu consigliere reale di Giovanni I d'Aragona, inoltre venne nominato cancelliere dell'Università di Lleida, e con tali incarichi risulta nel 1388, anno in cui, ventunenne, Clemente VII manifesta con una bolla di volerlo nominare titolare della diocesi di Lleida o di quella di Saragozza. Nonostante tale documento, il suo successore, Benedetto XIII, si opporrà a tale volontà. Successivamente fu consigliere reale di Martino d'Aragona e di suo figlio Martino il Giovane e venne eletto vescovo a trentadue anni, il 7 maggio del 1399 sia dal capitolo della cattedrale di Lleida sia da quello di Roda, nonostante l'opposizione di alcuni canonici, succedendo a Gerau de Requesens; rimase in carica fino alla morte, avvenuta 1403, senza però ricevere la consacrazione episcopale.

### Vescovo non consacrato
La sua elezione a vescovo avvenne nel clima dello Scisma d'Occidente e, a causa delle discordie che vi si accompagnarono, non risultò mai effettiva. Pere de Santcliment si recò personalmente da Benedetto XIII a Marsiglia per cercare, invano, di ottenerne la consacrazione a vescovo. Il papa Luna rifiutò la sua elezione e nominò il canonico Joan Castelló vicario generale pro Domino nostro Papa e assegnò la diocesi, prima a Jaume de Tauste, il quale non accettò però la carica, e quindi a Joan de Baufés..

## Fonti
- (CA) Web Diocesi di Lleida, Mons. Pere de Santcliment, su bisbatlleida.org.